# Spoorlijn 59
Spoorlijn 59 is een Belgische spoorlijn die de steden Antwerpen en Gent met elkaar verbindt. De spoorlijn begint aan het station Antwerpen-Berchem en loopt tot station Gent-Dampoort. Hier sluit de spoorlijn aan op lijn 58 vanuit Eeklo naar Gent.

## Geschiedenis
Op 6 november 1844 werd een eerste deel van deze lijn enkelsporig aangelegd door Gustave Nicolas Joseph De Ridder op smalspoor (spoorwijdte 1,151 meter) tussen het Vlaams Hoofd (op de Antwerpse Linkeroever) en Sint-Niklaas. Het beginpunt van de lijn was het toenmalige station Antwerpen-Waas op de rechteroever van de Schelde. Daar scheepten de reizigers in op een veerboot die hen naar het station Vlaams Hoofd bracht, waar de treinen vertrokken. Op 9 augustus 1847 werd het gedeelte tussen Sint-Niklaas en Gent-Waas (ter hoogte van het huidige station Gent-Dampoort) geopend. Deze lijn werd uitgebaat door de nv "Chemin de fer d'Anvers à Gand", ook wel "Pays de Waes" genoemd. Van 1848 tot 1891 was Edouard Prisse directeur van deze maatschappij.
In 1896 werd de "Pays de Waes" overgenomen door de Belgische staatsspoorwegen, en in 1897 werd de spoorwijdte naar normaalspoor (spoorwijdte 1,435 meter) gebracht.
Na de bouw van de voetgangerstunnel onder de Schelde (1931-1933) werd de veerdienst opgeheven. In 1935 werd het station Antwerpen-Waas afgebroken en werd op het Vlaams Hoofd een nieuw station Antwerpen-Linkeroever gebouwd.
Op 1 januari 1970 kon de spoorlijn, via de Kennedytunnel en de Antwerpse ringlijn, worden aangesloten op het Antwerpse spoorwegnet. Op 24 september 1970 was het baanvak Antwerpen - Sint-Niklaas op dubbel spoor gebracht en geëlektrificeerd. Het station Linkeroever werd buiten dienst gesteld; aan de Katwilgweg kwam een stopplaats met dezelfde naam, die in 1984 werd gesloten. Op 3 juni 1973 werd het baanvak Sint-Niklaas - Gent eveneens geëlektrificeerd (tussen Lokeren en Oostakker voorlopig op enkelspoor). Eind van de jaren 1970 was de lijn over de gehele lengte dubbelsporig en geëlektrificeerd. Samen met de elektrificatie werd de spoorbaan in Sint-Niklaas, Lokeren en Gent-Dampoort opgehoogd en op een viaduct gelegd om de vele spoorwegovergangen op te heffen. Deze plaatsen kregen nieuwe stations.
De maximumsnelheid bedroeg 140 km/u, anno 2024 120 km/u tussen Lokeren en Zwijndrecht na wijziging seininrichting. Tussen station Gent-Dampoort en de aftakking Ledeberg geldt een maximumsnelheid van 90 km/u.

## Toekomst
Sinds enkele jaren doet spoorwegbeheerder Infrabel grote investeringen om het aantal overwegen op het traject sterk terug te dringen. Dit doet ze door de overwegen te vervangen door wegtunnels, fietstunnels, bruggen of parallelwegen. Het is de bedoeling om tegen 2035 alle overwegen af te schaffen en te vervangen. Per augustus 2020 zijn er nog 28 overwegen op de lijn.
Verder willen Infrabel en de Vlaamse Regering een derde spoor aanleggen tussen Lokeren en Sint-Niklaas. Deze capaciteitsuitbreiding zou toelaten om het aantal goederentreinen op de lijn uit te breiden, aangezien de lijn nu al rond zijn maximumcapaciteit zit. In 2018 werd hiervoor een haalbaarheidsstudie opgestart door Vlaanderen. Indien het derde spoor zou gerealiseerd worden, zou dit gefinancierd worden door zowel de Federale Regering, als de Vlaamse Regering.

## Treindiensten
De NMBS verzorgt het personenvervoer met IC, Piekuur-, Kust-Express- en S-treinen.
Sinds 15 december 2024:
| Treinsoort     | Route                                                                          | Bijzonderheden |
| -------------- | ------------------------------------------------------------------------------ | --- |
| IC 02          | Antwerpen-Centraal – Gent-Sint-Pieters – Oostende                              | |
| IC 04IC 19700  | Antwerpen-Centraal – Gent-Sint-Pieters – Kortrijk – Poperinge / Lille-Flandres | Wordt gesplitst in Kortrijk; Kortrijk - Moeskroen - Rijsel is 19700, TER K80 vanaf Tourcoing (f)                            |
| IC 28          | Antwerpen-Centraal – Gent-Sint-Pieters – Lichtervelde – De Panne               | Rijdt niet in het weekend, stopt in juli/augustus tijdens de week in Beervelde                                              |
| S 32 2350      | Puurs – Antwerpen-Centraal – Essen                                             | Rijdt alleen op werkdagen                                                                                                   |
| S 32 2550      | Puurs – Antwerpen-Centraal – Essen – Roosendaal                                | |
| S 34           | Antwerpen-Centraal - Sint-Niklaas - Lokeren - Dendermonde                      | Rijdt 2×/u tussen Antwerpen - Dendermonde tijdens de week, 1x/u tijdens het weekend en juli/augustus                        |
| S 51           | Ronse – Oudenaarde – Gent-Sint-Pieters – Eeklo                                 | Rijdt op zondag 1x/2u |
| S 51 7084/8084 | Gent-Sint-Pieters – Eeklo                                                      | Rijdt alleen op werkdagen, niet tijdens vakanties                                                                           |
| S 51 7085/8085 | Gent-Sint-Pieters – Eeklo                                                      | Rijdt alleen op werkdagen, niet tijdens vakanties                                                                           |
| S 53           | (Ronse – ) Oudenaarde – Gent-Sint-Pieters – Lokeren                            | Rijdt niet tijdens de week in juli/augustus, rijdt in de spits tot Ronse, rijdt in het weekend enkel tussen Gent en Lokeren |
| P 7013/8013    | Sint-Niklaas – Gent-Dampoort – Brussel-Zuid – Schaarbeek                       | Rijdt alleen op werkdagen                                                                                                   |
| EXP            | Antwerpen-Centraal – Gent-Sint-Pieters – Brugge – Blankenberge                 | Rijdt 2x/dag; enkel in de maanden juli en augustus, rijdt enkel in het weekend                                              |
| EXP            | Antwerpen-Centraal – Sint-Niklaas – Gent-Sint-Pieters – Brugge – Blankenberge  | Rijdt 2x/dag; enkel in de maanden juli en augustus, rijdt enkel in het weekend                                              |

## Aansluitingen
In de volgende plaatsen is of was er een aansluiting op de volgende spoorlijnen:
Y Oost Berchem
Spoorlijn 27A tussen Hoboken-Kapelstraat en Bundel Rhodesië
Antwerpen-Zuid
Spoorlijn 52 tussen Dendermonde en Antwerpen-Zuid
Sint-Niklaas
Spoorlijn 54 tussen Y Heike en Terneuzen
Spoorlijn 56 tussen Y Grembergen en Sint-Niklaas
Lokeren
Spoorlijn 57 tussen Aalst en Lokeren
Spoorlijn 77A tussen Lokeren en Moerbeke-Waas
Y Sint-Bernadettestraat
Spoorlijn 59B tussen Y Sint-Bernadettestraat en Gent-Zeehaven
Gent-Dampoort
Spoorlijn 58 tussen Y Oost Δ Ledeberg en Brugge

## Verbindingssporen
59/1 : Antwerpen-Centraal (niveau +1) - Y Zuid-Berchem (lijn 27) - Y West Berchem (lijn 59)

## Lijn 59B
Lijn 59B is de parallelle verbindingslijn tussen de aftakking Sint Bernadettestraat en Gent-Dampoort voor de bediening van het goederenstation Gent-Zeehaven.